# 马克·雅法罗尼
马库斯·“马克”·约翰·雅法罗尼（英語：Marcus "Marc" John Iavaroni，1956年9月15日—），生于纽约州牙买加，美国前职业篮球运动员，曾为NBA孟菲斯灰熊队主教练。

## 篮球生涯
雅法罗尼26岁时加盟NBA，很快成为了1980年代早中期费城76人的一名重要角色球员，他也效力过圣安东尼奥马刺队和犹他爵士队，他退役后曾担任过NBA菲尼克斯太阳队迈克·德安东尼的助理教练。
2007年5月30日，雅法罗尼成为了孟菲斯灰熊队的主教练。
1982-1989年，雅法罗尼在NBA76人, 马刺队和爵士队中打了七年球，其中包括新秀赛季在76人队夺得NBA总冠军时候的首发出场。此后他在米兰和马拉加结束了自己的篮球职业生涯，1991年正式退役。雅法罗尼在欧洲的意大利和西班牙打了五个赛季的比赛，其中包括了3个赛季的大学篮球生涯和离开NBA后退役前的最后两个赛季。
他的执教生涯开始于他毕业母校弗吉尼亚大学的助理教练，此后的两个赛季 (1992-94赛季)雅法罗尼成为了博林格林州立大学的助理教练。

## 个人生活
雅法罗尼和他的妻子卡罗林 (Caroline)育有三个儿子，Kenton , McCray和Jackson。他毕业于纽约州约翰肯尼迪高中。